# Etelä-Pohjalainen Osakunta
Etelä-Pohjalainen Osakunta (förkortat EPO, svenska: "Sydösterbottniska nationen") är en studentnation vid Helsingfors universitet. Nationen har sitt ursprung i den odelade Österbottniska nationen och uppstod 1908 då den Sydösterbottniska nationen delades i dagens Etelä-Pohjalainen Osakunta och Vasa nation. Nationens medlemmar är finskspråkiga och kommer främst från landskapen Södra Österbotten, Mellersta Österbotten och Österbotten.

## Vännationer
- Vasa nation, Helsingfors
- Pohjois-Pohjalainen Osakunta, Helsingfors
- Norrlands nation, Uppsala
- Eesti Üliõpilaste Selts, Tartu
- Turun yliopiston pohjalainen osakunta, Åbo
- Österbottniska nationen, Åbo
- Kristianstads nation, Lund
- Norrlands nation, Linköping
- Studentenwerk Schleswig-Holstein, Kiel

## Inspektorer
| Sydösterbottniska avdelningens inspektor |
| |
| Otto Ingemar Engström 1907 |
| Etelä-Pohjalainen Osakuntas inspektorer |
| |
| Arthur Hjelt 1908-1912 \| Juho H. Vennola 1912-1919 \| Lauri Ingman 1919-1930 \| Juho A. Hollo 1930-1933 Kaarle S. Laurila 1933-1935 \| Arno R. Cederberg 1935-1948 \| Yrjö J. Alanen 1948-1958 \| Armas Luukko 1958-1964 \| Paavo Yli-Vakkuri 1964-1970 \| Jussi Aro 1970-1976 \| Kalevi Rikkinen 1976-1985 \| Simo Knuuttila 1985-1994 \| Liisa Keltikangas-Järvinen 1994-2006 \| Jorma Keski-Oja 2006- |